# Spiridens perichaetialis
Spiridens perichaetialis là một loài rêu trong họ Spiridentaceae. Loài này được E.B. Bartram & J.H. Willis mô tả khoa học đầu tiên năm 1957.